# Кјети
Кјети (итал. Chieti) град је у средишњој Италији. Град је средиште истоименог округа Кјети у оквиру италијанске покрајине Абруцо.

## Природне одлике
Град Кјети налази се у средишњем делу Италије, на свега 20 км јужно удаљености од Пескаре. Град је недалеко западне обале Јадрана и смештен је у брдској области познатој по виноградрству, изнад које се ка западу издижу средишњи Апенини.

## Географија
| Клима (Кјети)               | Клима (Кјети) | Клима (Кјети) | Клима (Кјети) | Клима (Кјети) | Клима (Кјети) | Клима (Кјети) | Клима (Кјети) | Клима (Кјети) | Клима (Кјети) | Клима (Кјети) | Клима (Кјети) | Клима (Кјети) | Клима (Кјети) |
| Показатељ \ Месец           | .Јан.         | .Феб.         | .Мар.         | .Апр.         | .Мај.         | .Јун.         | .Јул.         | .Авг.         | .Сеп.         | .Окт.         | .Нов.         | .Дец.         | .Год.         |
| --------------------------- | ------------- | ------------- | ------------- | ------------- | ------------- | ------------- | ------------- | ------------- | ------------- | ------------- | ------------- | ------------- | ------------- |
| Апсолутни максимум, °C (°F) | 21,4 (70,5)   | 26,5 (79,7)   | 28,1 (82,6)   | 29,3 (84,7)   | 35,1 (95,2)   | 37,5 (99,5)   | 39,7 (103,5)  | 41,7 (107,1)  | 40,3 (104,5)  | 29,7 (85,5)   | 27,6 (81,7)   | 24,8 (76,6)   | 41,7 (107,1)  |
| Средњи максимум, °C (°F)    | 11,6 (52,9)   | 12,3 (54,1)   | 16,0 (60,8)   | 19,7 (67,5)   | 23,8 (74,8)   | 28,5 (83,3)   | 31,3 (88,3)   | 31,8 (89,2)   | 26,9 (80,4)   | 21,3 (70,3)   | 17,3 (63,1)   | 12,9 (55,2)   | 31,8 (89,2)   |
| Средњи минимум, °C (°F)     | 4,0 (39,2)    | 4,0 (39,2)    | 6,8 (44,2)    | 10,0 (50)     | 13,4 (56,1)   | 17,4 (63,3)   | 20,1 (68,2)   | 19,7 (67,5)   | 16,5 (61,7)   | 12,3 (54,1)   | 9,0 (48,2)    | 4,8 (40,6)    | 4 (39,2)      |
| Апсолутни минимум, °C (°F)  | −1,5 (29,3)   | −3,9 (25)     | −2,7 (27,1)   | 0,9 (33,6)    | 6,3 (43,3)    | 9,3 (48,7)    | 13,4 (56,1)   | 11,5 (52,7)   | 7,9 (46,2)    | 3,1 (37,6)    | 0,4 (32,7)    | −5,3 (22,5)   | −5,3 (22,5)   |
| Количина падавина, mm (in)  | 8,3 (3,27)    | 8,8 (3,46)    | 7,6 (2,99)    | 8,1 (3,19)    | 8,1 (3,19)    | 4,8 (1,89)    | 3,6 (1,42)    | 2,6 (1,02)    | 6,3 (2,48)    | 7,3 (2,87)    | 7,5 (2,95)    | 8,0 (3,15)    | 81 (31,88)    |
| [ тражи се извор ]          |               |               |               |               |               |               |               |               |               |               |               |               |               |

## Становништво
Према резултатима пописа становништва 2011. у општини је живело 51.484 становника.
| 1931.  | 1936.  | 1951.  | 1961.  | 1971.  | 1981.  | 1991.  | 2001.  | 2011.  |
| ------ | ------ | ------ | ------ | ------ | ------ | ------ | ------ | ------ |
| 33.905 | 30.266 | 40.534 | 47.792 | 51.436 | 54.927 | 55.876 | 52.486 | 51.484 |

Кјети данас има око 55.000 становника, махом Италијана. Последњих деценија број становника у граду стагнира.

## Партнерски градови
- Тренто
- Minamishimabara

## Галерија
- Градска катедрала
- Торањ градске катедрале
- Улица старог Кјетија
- Градска кућа